# Királyfüzike
A királyfüzike (Phylloscopus proregulus) a madarak osztályának verébalakúak (Passeriformes) rendjébe és a füzikefélék (Phylloscopidae) családjába tartozó faj.

## Előfordulása
Oroszország, Mongólia, Tibet, Kína, Hongkong, Észak-Korea, Dél-Korea, Laosz, Thaiföld és Vietnám területén honos. Ázsia déli részébe vonul telelni. Európába és Észak-Afrikába kóborló példányai jutnak el.

## Megjelenése
Testhossza 9 centiméter, szárnyfesztávolsága 12–17 centiméter.

## Kárpát-medencei előfordulás
Magyarországon rendkívül ritka kóborló, október és november hónapokból nyolc előfordulása ismert 2007-ig. Első alkalommal 1996. október 13-án a Hortobágyon figyelték meg, az összes többi ismert adata befogott és gyűrűzött egyed (Barabás, Szalonna, Szolnok, Tömörd).

## Védettsége
Magyarországon védett, természetvédelmi értéke 25 000 Ft.